# 罗闸河

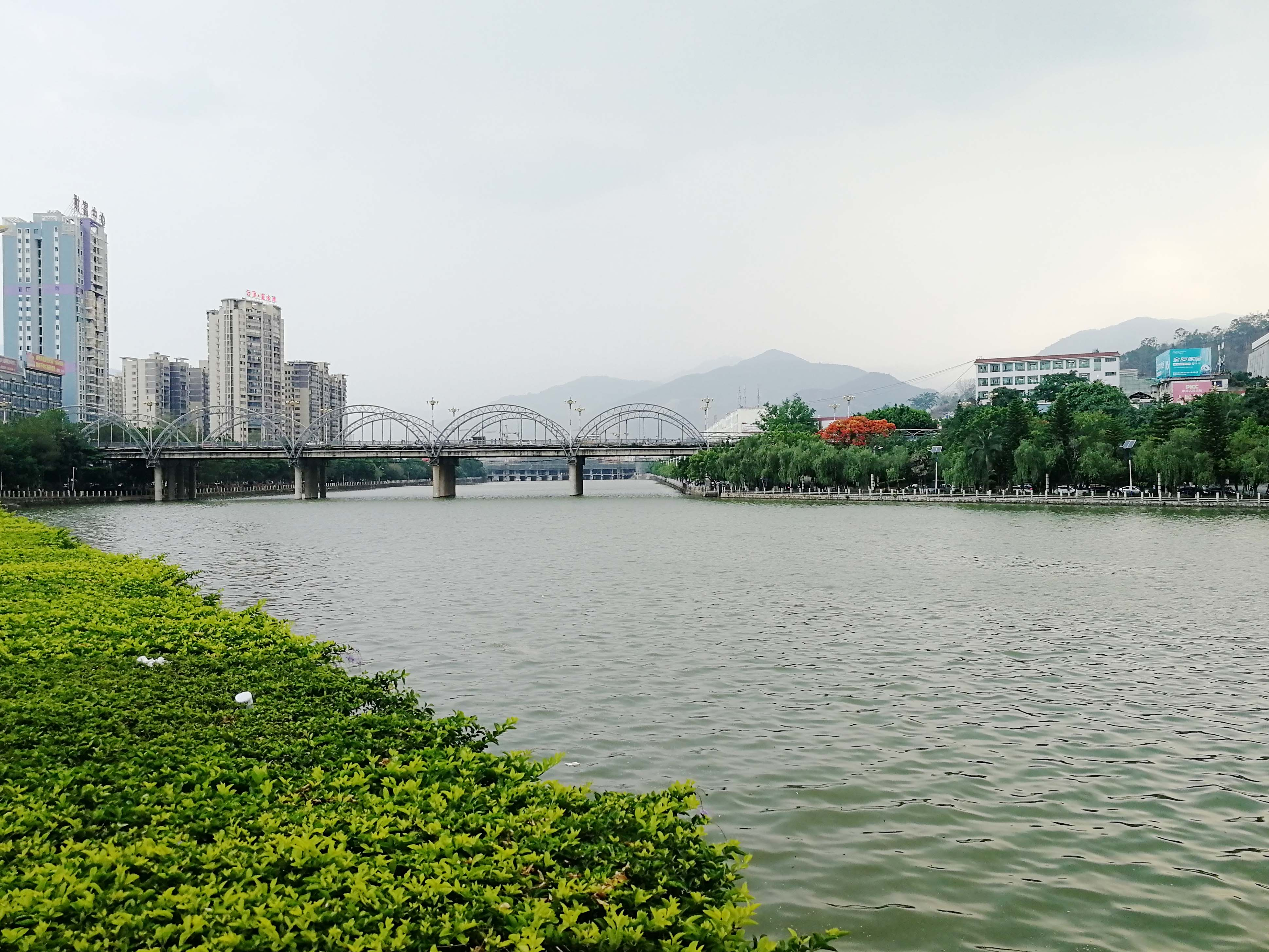
流经云县县城的罗闸河。

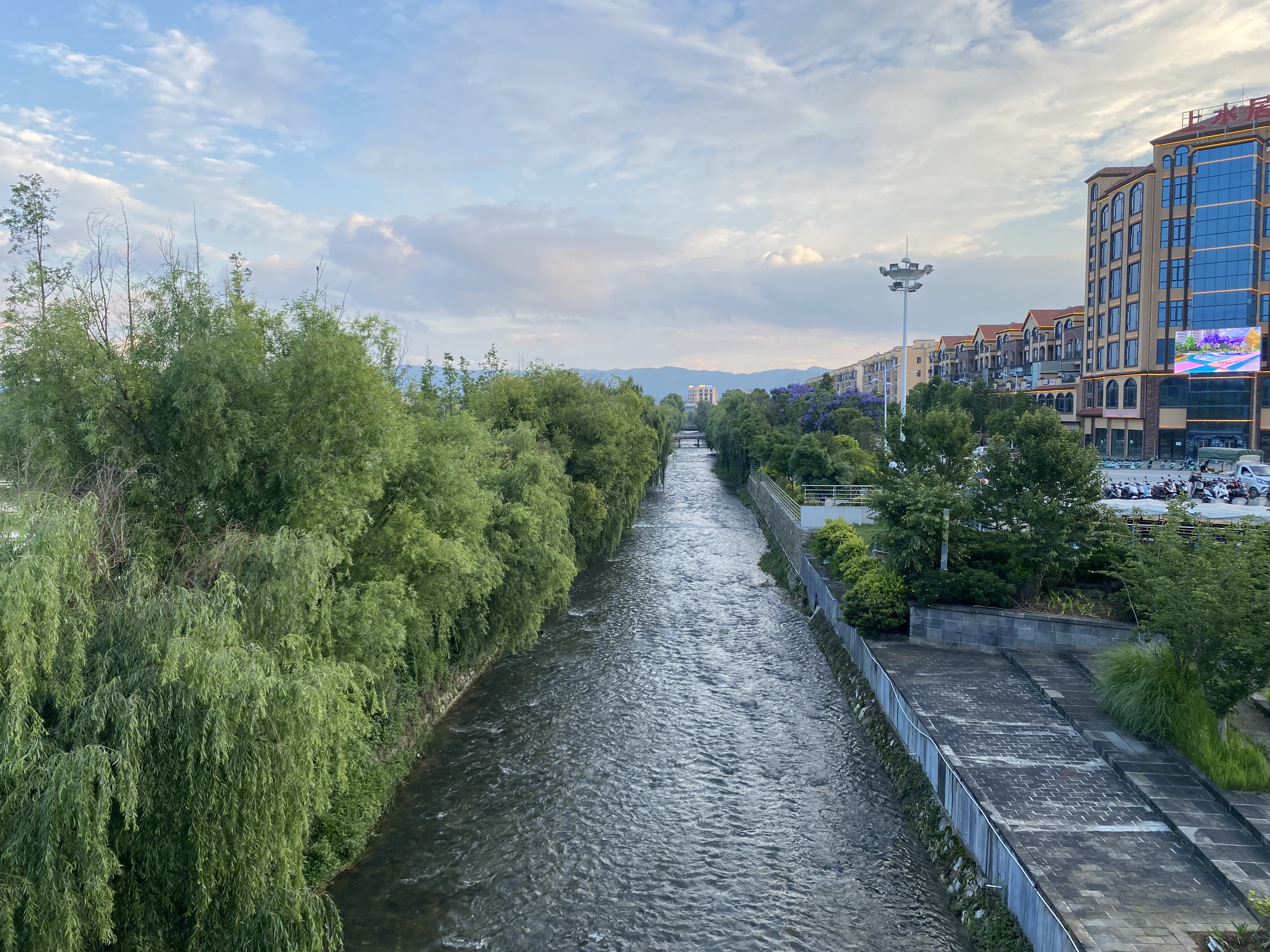
流经昌宁县城的右甸河

罗闸河，又作罗扎河，位于中国云南省西南部，是澜沧江右岸支流，上游称右（佑）甸河，发源于保山市昌宁县北部漭水镇沿江村委会新炉村附近的松子山东麓的董翁山，源地高程2820米。蜿蜒向南流经河西水库、昌宁县城田园镇和温泉镇后进入临沧市凤庆县境内，流经勐佑镇称勐佑河（或勐佑大河），东南流至德思里（原德思里彝族佤族乡）又称挂篮子河，过两岔河水库后又称南桥河，向东南流经三岔河镇，过雪山镇后转东流，进入云县。罗闸河在凤庆县境内河段又统称为顺甸河。罗闸河进入云县境内后转东北流，至云县县城爱华镇城区北部左纳凤庆河（北桥河）后始称“罗闸河”。干流在县城城区东北郊转东流，至忙怀彝族布朗族乡东北汇入澜沧江。河长190.2千米，落差1930米，河道平均比降5.1‰，流域面积3230.7平方千米。河口太平关水文站多年平均流量62.1m³/s。罗闸河流域森林覆盖率在60%以上，沿河两岸林木茂密，主要分布亚热带常绿阔叶林及低矮常绿植物群落。